# Psihopatologie animală
Psihopatologia animală este studiul tulburărilor mentale sau comportamentale la animale. 
Din punct de vedere istoric, a existat o tendință antropocentrică de a insista pe studiul psihopatologiilor animale ca modele pentru bolile psihice umane.  Însă psihopatologiile animale pot fi mai bine considerate, din punct de vedere evolutiv, drept comportamente non-adaptive datorate unui anumit tip de handicap cognitiv, tulburări emoționale sau stres. Acest articol oferă o listă neexhaustivă de psihopatologii animale. 

## Tulburări de alimentație
Animalele din sălbăticie par să nu prea sufere de tulburări de alimentație, deși alcătuirea lor corporală fluctuează în funcție de ciclurile sezoniere și de reproducere. Cu toate acestea, animalele domestice, din ferme, din laboratoare, inclusiv animalele de companie, sunt predispuse la tulburări. Adaptarea evolutivă conduce la un anumit comportament în hrănire a animalelor sălbatice. Se așteaptă ca animalele de fermă să afișeze aibă același comportament, dar apar întrebări dacă aceleași principii se aplică și animalelor de laborator sau de companie. 

### Anorexie de activitate
Anorexia de activitate (AA) este o afecțiune în care șobolanii încep să exerseze excesiv în timp ce reduc simultan consumul de alimente, similar cu anorexia nervoasă umană sau hipergimnasia.  
Când li se oferă acces liber la alimente și o roată de exerciții, șobolanii dezvoltă în mod normal o rutină echilibrată între exercițiul fizic și consumul de alimente, ceea ce în transformă în șobolani firești. Cu toate acestea, în cazul în care consumul de alimente este restricționat și accesul pe roți este nerestricționat, șobolanii încep să exerseze mai mult și mănâncă mai puțin, ducând la pierderea excesivă în greutate și, în cele din urmă, la moarte. Modelele de deplasare se schimbă astfel încât cea mai mare parte a funcționării să se efectueze cu ore înainte de programarea alimentării.  
În alte condiții, AA nu se dezvoltă. Accesul nerestricționat la alimente și accesul limitat la roți nu vor determina nici o schimbare semnificativă în rutina de hrănire sau de exercițiu.                                    De asemenea, dacă șobolanii sunt restricționați atât în ceea ce privește admisia alimentelor, cât și accesul pe roți, aceștia se vor adapta corespunzător. De fapt, dacă șobolanii sunt pregătiți mai întâi pentru programul de hrănire și apoi au acces nerestricționat la o roată care circulă, aceștia nu vor dezvolta comportamentul AA.  
Rezultatele susțin ideea că rularea interferează cu adaptarea la noul program de hrănire și este asociată cu sistemul de recompense din creier.
O teorie este că alergarea simulează hrănirea, un comportament natural la șobolanii sălbatici. Șobolanii de laborator, prin urmare, alerg (se furajează) mai mult ca răspuns la lipsa de alimente. Efectul de semifoame asupra activității a fost, de asemenea, studiat la primate. Mamele din rasa de maimuțe <i>rhesus macac</i> devin hiperactive ca răspuns la restricționarea cronică a alimentelor pe termen lung. 

### Sindromulscroafei subțiri
Sindromul Scroafei Subțiri (SSS) este un comportament observat la scroafe stagnante care este similar cu AA, unde unele scroafe, după o sarcină timpurie sunt extrem de active, mănâncă puțin și se pierd, rezultând foarte des în moarte. Ele suferă de emaciere, hipotermie, tulburări de apetit, agitație și hiperactivitate. Sindromul poate fi în principal legat de factorii de stres social și de mediu. Stresul la scroafele stagnante este adesea perceput ca fiind consecința reținerii animalelor, care se întâmplă în unitățile de producție intensive. Scroafele care suferă cel mai mult în condiții restrictive sunt cele care alăptează sau sunt gestante, deoarece au foarte puțin loc pentru a se deplasa, pentru că sunt ținute în cuști de gestație. Totuși, mișcarea și libertatea crescute sunt, de asemenea, stresante pentru scroafele adulte, ceea ce se întâmplă de obicei după înțărcare. Când sunt plasate în grupuri, ele se luptă viguros, cu scroafa dominantă care apare, care mănâncă vorace. De asemenea, este posibil ca două scroafe subordonate să facă parte din grup care evită în mod activ situațiile de hrană competitivă și sunt hărțuite de scroafa dominantă. Scroafele afectate au pofta de mâncare slabă, dar prezintă adesea pica, consumul excesiv de apă (polydipsia) și sunt anemice. 
Studiile privind efectele supraaglomerării au fost efectuate în anii 1940 prin plasarea femelelor de șobolani gestante din Norvegia într-o încăpere cu multă apă și alimente și observând creșterea populației. Populația a atins un număr de indivizi și nu a mai crescut ulterior; supraaglomerarea a generat stresul și psihopatologiile. Chiar dacă a fost multă apă și mâncare, șobolanii au încetat să mănânce și să se reproducă.
Efecte similare s-au observat, de asemenea, în populațiile dense de gândaci. Atunci când se produce supraaglomerarea, gândacii femele își distrug ouălele și se ajunge la canibalism, gândacii mănâncându-se reciproc. Gândacii masculi isi pierd interesul pentru femele și deși există multă apă și mâncare, nu există o creștere a populației. Efecte similare au fost observate în situații de supraaglomerare la iepuri și la căprioare.

### Pica la animale
La șobolani
Pica este ingestia de substanțe non nutritive și este până acum slab documentată. La animalele de laborator s-a examinat ingestia de caolin (un mineral argilos) de către șobolani. Șobolanilor li s-a indus să ingereze caolin prin administrarea diverșilor stimuli emetici cum ar fi sulfatul de cupru, apomorfina, cisplatina și mișcarea. Șobolanii nu pot să vomite atunci când ingerează o substanță dăunătoare, astfel că pica la șobolani este analogă cu vărsăturile la alte specii; este o modalitate pentru șobolani de a calma distresul digestiv. 
La puii de găină
La unele animale, pica pare a fi o trăsătură adaptivă, dar la altele pare să fie o adevărată psihopatologie, ca în cazul unor pui de găină. Puii pot afișa un tip de pică când sunt lipsiți de hrană (restricționarea hranei a fost adoptată de industria ouălor pentru a induce molotarea). Acestea cresc hrănirea lor non-nutritivă, cum ar fi trunchierea elementelor structurale ale mediului lor, cum ar fi lemnul sau sârmă, pe garduri sau pene de alte păsări. Este un răspuns tipic care apare atunci când alimentarea este restricționată sau este complet retrasă. Unele tipuri de hrănire non-nutritivă se pot datora unei redirecționări a comportamentului legat de hrană. 
La vite
Un alt animal care a arătat un exemplu mai complex de pica sunt bovinele. Bovinele mănâncă oase atunci când au un deficit de fosfor. Cu toate acestea, în unele cazuri, persistă asupra consumului de oase chiar și după ce nivelul lor de fosfor s-a stabilizat și li se administrează doze adecvate de fosfor în dieta lor. În acest caz, dovezile susțin atât un răspuns adaptiv fizic cât și psihic. Bovinele care continuă să mănânce oase, după ce nivelul lor de fosfor s-a adecvat, o fac din cauza unui agent de întărire psihologică. Persistența pica în absența aparentă a unei cauze fiziologice s-ar putea datora achiziției fortuite a unei boli condiționate in perioada de insult fiziologic.
La pisici
Pisicile afișează, de asemenea, un comportament de pica în mediul lor natural și există dovezi care susțin că acest comportament are un aspect psihologic. Unele rase (cum ar fi pisica siameză) sunt mai predispuse să arate acest tip de comportament decât alte rase, dar mai multe tipuri de rase au fost documentate ca manifestând pica. S-a observat că pisicile încep prin a mesteca și a suge substanțe non-nutritive, cum ar fi lână, bumbac, cauciuc, plastic și chiar carton și apoi progresează în ingestia acestor substanțe.  
Acest tip de comportament apare in primii patru ani de viață a unei pisici, dar este observat mai des in primele două luni de viață, de obicei, când pisicile sunt introduse in case noi.
Teoriile care explică de ce acest comportament devine activ în acest timp sugerează că vina o are timpuria înțărcare și stresul ca o consecință a separării de mamă și de ceilalți pui și expunerea la un nou mediu. Consumul de lână sau alte substanțe poate fi un mecanism liniștitor pe care pisicile îl dezvoltă pentru a face față schimbărilor.  
Pica este observată, de asemenea, în primele 6-8 luni de viață ale pisicii, atunci când apar comportamente teritoriale și sexuale. Pica poate fi indusă de acești stresatori sociali.
Alte teorii avute în vedere includ pica drept o redirecționare a comportamentului de vânare / ingestie ca urmare a confruntării în interior, în special în rândul raselor orientale datorită riscului de furt.
La papagali
În mediul natural, pica a fost observată și la papagali (cum ar fi macawii) și la alte păsări și mamifere. Charles Munn a studiat macawii care ling lutul din albia  Amazonului pentru a detoxifica semințele pe care le mănâncă. Macawii de Amazon petrec două-trei ore pe zi lingând lut. Munn a constatat că argila ajută la contracararea taninului și a alcaloidului din semințele pe care le consumă macawii, o strategie care este folosită și de civilizațiile din munții Anzi din Peru . 
La câini
Pica afectează și animalele domestice. În timp ce medicamente precum Prozac sunt adesea capabile să diminueze comportamentele supărătoare la câinii de companie, ele nu par să ajute cu această tulburare de alimentație. Următoarea poveste despre Bumbley, un Fox Terrier sârmos este luată dintr-o carte de Dr. Nicholas Dodman. 
" Problema prezentată de acest câine a fost urmărirea ușoară (cunoscută și sub numele de urmărirea umbrelor). Urmărea umbrele timp de ore întregi, chiar excavând din pereți plăci de ipsos pentru a-și urma închipuirile... Bumbley mânca tot ce vedea și casa a trebuit să fie "protejată de Bumbley" împotriva ingerării sale neobosite a tot ceea ce proprietarii lăsau în jur. . . El a avut deja o intervenție chirurgicală pentru eliminarea obstrucțiilor intestinale care au rezultat din obiceiul său și, în fiecare zi, proprietarii săi se întorceau acasă cu frică după muncă, temându-se că Bumbley ar fi putut mânca iar ceva."
Dodman vorbește despre noi cercetări referitoare la bulimia și mâncatul exagerat la pacienții umani. El sugerează că medicamentele anti-epileptice ar putea fi un posibil tratament pentru unele cazuri de pică la animale. 

## Tulburări de comportament
Tulburările comportamentale sunt dificil de studiat pe modele animale deoarece este dificil să se știe ce gândesc animalele și deoarece modelele animale utilizate pentru evaluarea psihopatologiilor sunt preparate experimentale dezvoltate pentru a studia o afecțiune.               Poate o maimuță să comunice efectiv că este tristă sau că se simte copleșită?  
Lipsa abilității de a folosi limbajul pentru a studia tulburări comportamentale cum ar fi depresia și stresul pune sub semnul întrebării valabilitatea studiilor efectuate. Poate fi dificil să se atribuie afecțiuni umane animalelor care nu sunt umane. 

### Tulburarea obsesiv-compulsivă (TOC)
Comportamentul obsesiv compulsiv la animale, adesea denumit " stereotip " sau "comportament stereotip", poate fi definit ca o acțiune specifică (sau o serie de acțiuni) inutile repetată mai des decât se așteaptă în mod normal. Nu se cunoaște dacă animalele au obsesii în același mod ca și oamenii, deoarece motivația pentru actele compulsive la animalele non umane este necunoscută, termenul "comportament repetitiv anormal" este mai puțin înșelător. 
O mare varietate de animale prezintă comportamente care pot fi considerate anormal repetitive. 

#### Comportamente rituale și stereotipe
Deși comportamentele obsesiv-compulsive sunt adesea considerate a fi patologice sau maladaptive, unele comportamente ritualizate și stereotipizate sunt benefice. Acestea sunt de obicei cunoscute ca modele fixe de acțiune. Aceste comportamente prezintă uneori caracteristici cu comportament obsesiv-compulsiv, incluzând un grad ridicat de similitudine în formă și utilizare între mulți indivizi și o dimensiune repetitivă. 
Există multe comportamente observabile ale animalelor cu modele caracteristice, foarte conservate. Un exemplu este comportamentul de <i>îngrijire</i> la șobolani. Acest comportament este definit de o secvență specifică de acțiuni care nu diferă în mod normal între șobolani individuali. Șobolanul începe mai întâi prin mișcarea mușchilor, apoi extinde mișcarea de masare pentru a include ochii și urechile, în cele din urmă se mișcă pentru a linge ambele părți ale corpului.                      Alte comportamente pot fi adăugate la sfârșitul acestui lanț, însă aceste patru acțiuni sunt fixe. Ubicuitatea sa și gradul ridicat de stereotipie sugerează că acesta este un model de comportament benefic, care a fost menținut pe parcursul întregii istorii evolutive. 
Comportamentele stereotipice patologice există, de asemenea, la animale, dar ele nu oferă neapărat un model similar cu TOC la om.      
Ciugulitul penelor la papagalii amazonieni cu aripi portocalii are atât o componentă genetică, comportamentul fiind mai probabil la un frate, în cazul în care celălalt o face și mai frecvente la papagalii aproape de o ușă atunci când sunt adăpostite în grupuri.
Același studiu a constatat că ciugulitul penelor este mai frecvent la femele și că nu a existat o transmitere socială a comportamentului; vecinii păsările ciugulitoare de pene au o probabilitate mai mare de a arăta acest comportament în cazul în care sunt înrudite. 

#### O bază evolutivă
Unii cercetători cred că teoria după care comportamentele dezavantajoase obsesiv compulsive sunt procese normale benefice  merge prea departe. Brüne (2006) sugerează că schimbarea diverselor origini în circuitele <i>striatale</i> și <i>frontale</i> ale creierului, care joacă un rol în predicția nevoilor și amenințărilor care pot apărea, poate duce la un sistem hiperactiv de evitare a vătămărilor cognitive, în care o persoană devine conștientă și, în mod nejustificat, teme un eveniment improbabil sau imposibil.  Acest lucru poate fi valabil și în cazul altor animale. 

#### Factorii genetici
Compulsiunile de tip canin sunt mai frecvente la unele rase, iar dispozițiile comportamentale sunt adesea împărțite decâini trăind în același loc. Acest lucru sugerează că există un factor genetic al acestei tulburări.  
Un chestionar adresat proprietarilor de câini și un eșantion de sânge de la 181 de câini de la patru rase, bull terieri miniaturalei și standard, ciobani germani și bullterrieri Staffordshire au arătat că acestea sunt mai susceptibile la comportamente compulsive și repetitive. Se sugerează că, cu cât învățăm mai mult din studierea TOC la câini, cu atât mai mult putem înțelege biologia umană și genetica implicată în moștenirea susceptibilității la tulburări, cum ar fi TOC.                            Un cromozom a fost localizat la câini, care dă un risc ridicat de susceptibilitate la TOC.  Cromozomul 7 la câini s-a dovedit a fi cel mai semnificativ asociat cu tulburarea obsesiv-compulsiva la câini sau, mai specific, tulburarea compulsivă canină (CCD).                                          Acest progres a contribuit la stabilirea unei legături între TOC la om și CCD la câini. Cromozomul 7 este amplasat în hipocampul creierului, aceeași zonă în care tulburarea obsesiv-compulsivă este localizată la pacienții umani. Căi similare sunt implicate în răspunsurile la tratamentul medicamentos atât pentru oameni cât și pentru câini,  cele două ființe prezintând simptome și răspunzând la tratamente în moduri similare. Aceste date pot ajuta oamenii de știință să descopere modalități mai eficiente și mai eficiente de a trata TOC la om prin informațiile pe care le obțin din studierea CCD la câini. 

#### Modele animale
Animalele care prezintă comportamente obsesive-compulsive care seamănă cu TOC la om au fost folosite ca instrumente pentru a elucida posibilele influențe genetice asupra bolii, tratamente potențiale și pentru a înțelege mai bine patologia acestui comportament în general. În timp ce astfel de modele sunt utile, ele sunt, de asemenea, limitate; nu este clar dacă comportamentul este <i>ego dystonic</i> la animale.               Este dificil de evaluat dacă un animal este conștient că comportamentul său este excesiv și nerezonabil și dacă această conștientizare este o sursă de anxietate. 
Un studiu realizat de Simon Vermeier a folosit neuroimagistica pentru investigarea neurotransmisiei <i>serotoninergice</i> și <i>dopaminergice</i> la 9 câini cu tulburare compulsivă canină (CCD) pentru a măsura disponibilitatea <i>receptorilor de serotonină 2A</i>. În comparație cu cei 15 câini non compulsivi utilizați ca grupă de control, se constată că câinii cu CCD au o disponibilitate scăzută a receptorilor, precum și perfuzie subcorticală inferioară și disponibilitate hipotalamică.                     Rezultatele acestui studiu oferă dovezi că există căi serotoninergice și dopaminergice dezechilibrate la câini. Asemănările din alte studii despre TOC umană oferă validitate construcției pentru acest studiu, ceea ce sugerează că cercetarea va fi validă și utilă în continuarea investigării activității creierului și a tratamentului medicamentos în tulburarea obsesivă compulsivă. 
Un tratament cu CCD a fost aplicat unor câini pentru a observa reacțiile lor și cât de asemănător sau de diferit este modul în care oamenii reacționează la același tratament farmaceutic sau comportamental.        O combinație a celor două abordări s-a dovedit a fi cea mai eficientă în reducerea intensității și regularității TOC atât la câini, cât și la oameni. Din punct de vedere farmaceutic, s-a constatat că <i>clomipramina</i> este mai eficientă decât o substanță chimică alternativă, <i>amitriptilina</i>, în tratamentele pentru câini. Un studiu realizat de Karen Total a descoperit că, prin combinarea terapiei comportamentale cu clomipramina, simptomele tulburării canine compulsive au scăzut cu peste 50% la toți câinii implicați în studiu.
Per total, se recunoaște faptul că TOC nu este ceva care poate fi complet vindecat, dar astfel de studii sunt importante deoarece tulburarea obsesivă compulsivă poate fi controlată suficient de eficient, un lucru valoros și căutat frecvent pentru cei care suferă de această tulburare. 
Articolul lui Alicia Graef  face câteva afirmații îndrăznețe: câinii ar fi viitorul în înțelegerea modului de a diagnostica mai bine, de a recunoaște și de a trata tulburarea obsesiv-compulsivă la om. Există dovezi care susțin afirmațiile ei, dar legătura dintre CCD și TOC nu este clar înțeleasă.  
Până în prezent, studiile au demonstrat că tratamentele eficiente la câini sunt la fel de eficiente și la oameni, dar există încă foarte multe lucruri necunoscute. Tulburarea obsesivă compulsivă este o tulburare mentală unică care nu poate fi complet vindecată. Acesta poate fi controlat și înțeles, și o posibilă modalitate de a face mai bine acest lucru ar putea fi prin studierea CCD la canini.  
Studierea câinilor care manifestă comportamente compulsive a determinat oamenii de știință să realizeze progrese genetice în înțelegerea modului în care biologia și factorii genetici se comportă în tulburarea obsesivă compulsivă.  
Observând și studiind modul în care CCD se manifestă în activitatea creierului, comportamentele și genele caninelor diagnosticate, oamenii de știință au reușit să utilizeze informațiile nou create pentru a dezvolta teste de diagnostic mai bune și pentru a recunoaște mai ușor simptomele și oamenii sensibili la aceste tulburări. Funcțiile și comportamentele similare ale câinilor cu CCD și ale oamenilor cu TOC sugerează că există o legătură nu numai în comportament și simptome, ci și în reacția la tratamente. Înțelegerea tulburării psihice compulsive la câini a ajutat oamenii de știință să înțeleagă mai bine și să aplice cele învățate dezvoltând metode noi, mai eficiente de a trata tulburarea obsesiv-compulsivă la om. 
Unele exemple de moduri în care șobolanii și șoarecii, două dintre cele mai comune modele animale, au fost folosite pentru a reprezenta TOC umană sunt prezentate mai jos. 
Apăsarea manetei la șobolani
Anumite tulpini de șobolani de laborator care au fost create prin reproducere controlată a mai multor generații prezintă o tendință mai mare față de comportamente compulsive decât alte tulpini.               Șobolanii Lewis  prezintă un comportament mai compulsiv de presare a manetei decât șobolanii Sprague Dawley sau Wistar și sunt mai puțin receptivi la medicamentul anticompulsiv <i>paroxetină</i>.                               În studiul respectiv, șobolanii au fost învățați să apese o pârghie pentru a primi alimente printr-o sarcină de condiționare a operatorului. Odată ce mâncarea nu mai era furnizată atunci când apăsau maneta, se aștepta ca șobolanii să nu mai apese. Sobolanii Lewis au apăsat maneta mai des decât celelalte două tipuri, chiar dacă probabil că au învățat că nu vor primi alimente și au continuat să o apese mai des chiar după tratamentul cu medicamentul. O analiză a diferențelor genetice dintre cele trei tulpini de șobolan ar putea ajuta la identificarea genelor care ar putea fi responsabile pentru comportamentul compulsiv. 
Șobolanii au fost, de asemenea, utilizați pentru a testa posibilitatea unei probleme cu nivelurile de dopamină din creierul animalelor care prezintă comportament de control compulsiv. După tratarea șobolanilor cu <i>quinpirole</i>, o substanță chimică care blochează în mod specific receptorii D2 / D3 ai dopaminei, a crescut numărul de controale compulsive în anumite locuri într-un câmp deschis.                      Unele componente ale comportamentului de verificare, cum ar fi nivelul stereotipului din traseul animalelor efectuate în locurile verificate, numărul de controale și durata controalelor au indicat o creștere a compulsivității, pe măsură ce dozele de quinpirole au crescut; alte componente, cum ar fi timpul necesar revenirii de la locul verificat până la punctul de plecare și timpul necesar pentru a face ca această călătorie să rămână constantă după injectarea inițială pe tot parcursul experimentului. Acest lucru înseamnă că ar putea exista atât un aspect total sau nuimic și o sensibilizare în biologia modelului de deficit de dopamină al TOC. În plus, quinpirole ar putea reduce sentimentul de satisfacție la șobolani după ce verifică un loc, determinându-i să se întoarcă în acel loc din nou și din nou. 
Deficitul de estrogen la șoarecii masculi
Bazat pe constatările de schimbări in simptomele TOC la femeile menstruale și diferențele în dezvoltarea bolii între bărbați și femei, Hill și colegii săi au stabilit pentru a cerceta efectul, privarea de estrogen asupra dezvoltării comportamentului compulsiv la șoareci.                 Șoarecii de sex masculin cu un knockout de gene de aromatază care nu au putut produce estrogen au prezentat comportamente excesive de îngrijire și alergare pe roți, dar șoarecii de sex feminin nu au făcut-o. Când au fost tratați cu 17β-estradiol, care a înlocuit estrogenul la acești șoareci, comportamentele au dispărut. Acest studiu a constatat, de asemenea, că nivelurile de <i>proteine COMT</i> (Cathecol-O-methyl transferază) au scăzut la șoarecii care nu au produs estrogen și au crescut în hipotalamus după tratamentul cu substituție estrogenică.               Pe scurt, proteina COMT este implicată în degradarea unor neurotransmițători, incluzând dopamina, norepinefrina și epinefrina. Aceste date sugerează că poate exista o componentă hormonală și un efect de interacțiune hormon-genă care poate contribui la comportamente obsesive. 
Animale de companie

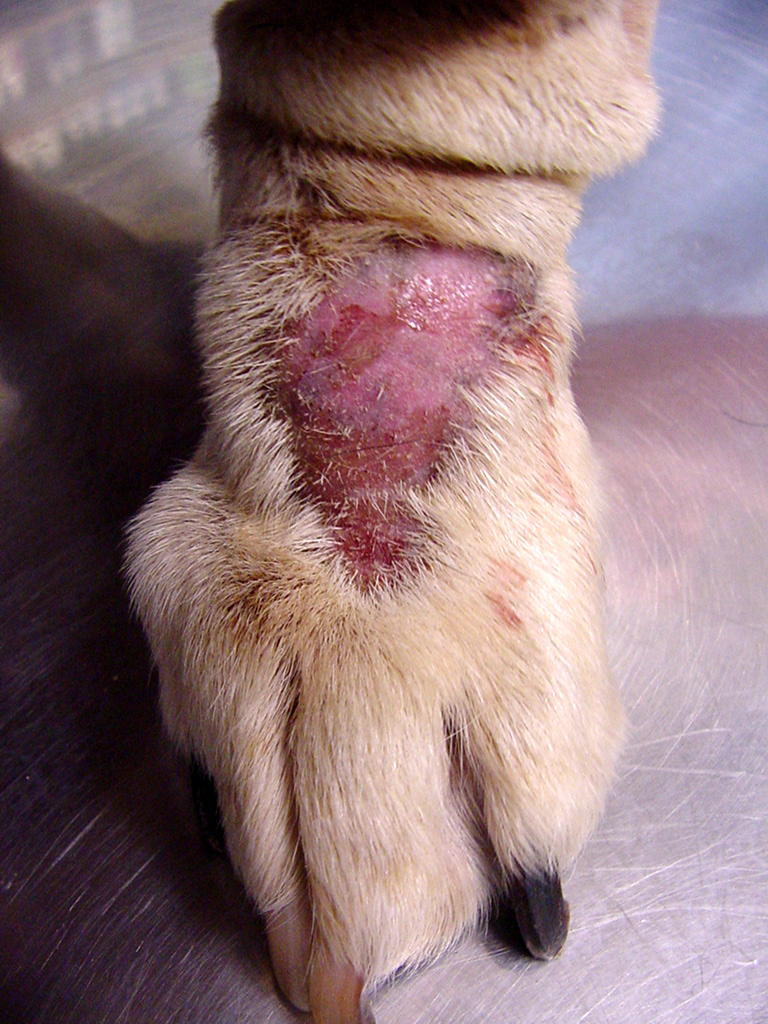
de la linsul excesiv

Dr. Nicholas Dodman descrie o varietate largă de comportamente asemănătoare TOC în cartea sa Dogs Behaving Badly (Câini cu purtare rea).
Astfel de comportamente apar în mod obișnuit atunci când câinele este plasat într-o situație stresantă, incluzând un mediu care nu este foarte stimulator sau când este vorba de câini cu antecedente de abuz. Diferitele rase de câini par să arate diferite tipuri de compulsii. 
Granulomul de la lins, lingerea în mod repetat până când la ulcerul pielii, afectează unii câini mari, cum ar fi labradorii, golden retrieverii, marii danezi și dobermanii, în timp ce bull terrierii, ciobăneștii germani, oCiobăneștii old english, Rottweilerii, fox terrierii, springer spanielii sunt mai predispuși să se oprească la muște imaginare sau să urmărească lumina și umbrele. Aceste manifestări au probabil o bază evolutivă, deși Dodman nu le explică în mod clar. 
Louis Shuster și Nicholas Dodman au observat cum câinii manifestă deseori comportamente obsesive și compulsive similare cu oamenii. Tulburarea compulsivă a câinelui (CCD) nu este specifică doar anumitor rase de câini, dar rasa poate afecta anumite tipuri de compulsii. De exemplu, bull terrierii prezintă frecvent comportamente obsesiv-agresive.
Rasa poate influența tipurile de compulsii, dar unele comportamente sunt mai frecvente în spectrul caninului. Cel mai frecvent, CCD-ul este observat la canini, deoarece aceștia repetă comportamente cum ar fi urmărirea cozii, mestecarea compulsivă a unor obiecte sau lingerea excesivă a labelor, asemănătoare comportamentului obișnuit de spălare obsesivă a mâinilor întâlnit la mulți oameni cu tulburare obsesivă compulsivă.
Halucinația și atacarea aerului din jurul capului, ca și când ar exista un acolo un gândac, este o altă compulsiune observată la unii câini. Mușcăturile de păr, starile și, uneori, chiar lătratul sunt alte exemple de comportamente care sunt considerate constrângeri la câini, atunci când devin acțiuni extreme, repetitive.

#### Tratament (farmaceutic)
Dodman susține folosirea exercițiilor, un mediu îmbogățit (cum ar fi furnizarea de zgomote pentru câini pentru a asculta în timp ce proprietarii sunt la locul de muncă) și adesea Prozac (un SSRI folosit pentru tratarea TOC la om) ca tratamente. 
Shuster și Dodman au testat tratamentul farmaceutic la canini cu CCD pentru a vedea dacă ar funcționa la fel de eficient ca la om. Au folosit blocante ale receptorilor de glutamat ( memantină ) și fluoxetină, cunoscută în mod obișnuit ca antidepresiv Prozac, pentru a trata și a observa reacțiile a 11 câini cu compulsiunile. Șapte din cei 11 câini și-au redus semnificativ compulsiunile în intensitate și frecvență după ce au primit medicamente. 
Dodman include o poveste despre Hogan, un dalmatian de sex masculin surd și despre comportamentul său compulsiv. Hogan a avut episod în viața lui de neglijare și de abuz înainte de a fi adoptat de Connie și Jim, care au încercat să-i îmbunătățească comportamentul  învățândul să răspundă la limbajul semnelor americane. Următoarele sunt câteva extrase din dosarul lui Hogan. 
" Totul a fost bine timp de un an și jumătate când, dintr-o dată, într-o dimineață de marți, s-a trezit și a început să pună totul la vedere și nu se mai oprea. Râcâia carpete și pături, pardoseli din lemn de esență tare și linoleum, iarbă și suprafețe murdăre ...                 Similaritatea dintre ceea ce făcea și comportamentul animalului de pradă era evidentă."
" Cred ... că Hogan a fost supus, în trecut, unei presiuni psihologice care a dus la dezvoltarea comportamentului compulsiv de râcâire...
Connie și Jim au fost obligați să-l lase singur timp de opt ore pe zi în timp ce mergeau la muncă... Pendulul a fost setat și a început să penduleze. Constrângerea reală care se dezvoltă în astfel de circumstanțe este mai puțin relevantă decât faptul că se "dezvoltă". 
" Cele trei R-uri" ale reabilitării sunt:
- exercițiile fizice,
- nutriția și
- comunicarea.
În primul rând, am sfătuit-o pe Connie să intensifice exercițiul lui Hogan la cel puțin treizeci de minute de aerobic pe zi. În plus, l-am sfătuit ca Hogan să fie hrănit cu o dietă fără proteine, fără conservanți.
Completând lista de verificare a reabilitării, am îndemnat-o pe Connie să lucreze și mai mult cu limbajul semnelor și am instruit-o să utilizeze un semn nou atunci când Hogan începea să sape. Semnul a fost o bucată de carton cu litera "H" scrisă cu un pix gros. Connie ar fi trebuit să-i arate lui Hogan acest semn cât mai repede posibil, după ce acesta începea râcâitul nedorit și apoi ea să părăsească încăperea. Ideea era să-i transmită că comportamentul lui nu a era dorit prin semnalizarea că Connie urma să părăsească încăperea... Spune-mi fricos, dar nu m-am gândit că singur o să înceteze, și spun asta din cauza experiențelor anterioare cu tulburări canine compulsive; așa că, folosind strategia centurii cu nervuri, am sfătuit de asemenea să-l trateze pe Hogan cu antidepresivul triciclic Elavil. Teoretic, Elavil nu ar fi atât de bun în comportamentul obsesiv-compulsiv, dar, din motive de cheltuială costisitoare și având în vedere posibila contribuție a anxietății de separare, Elavil a fost cea mai bună alegere." 
" A durat șase luni înainte ca Hogan să treacă peste succesul tratamentului... În acel moment, Hogan s-a angajat doar în râcâit ocazional cu o intensitate semnificativ redusă, și a avut loc doar în momente de stres.
Connie a relatat că stressul este deosebit de probabil să inducă pornirea în a râcâi, stres în care se include și imposibilitatea de a o găsi pe Connie și ideea că este pe cale să rămână singur ...          Hogan a continuat să-și amelioreze comportamentul și a ajuns la un punct la care era aproape de lecuire - dar nu nu total lecuit. Aceasta pare a fi calea cu tulburările compulsive la om și la animal. Acestea pot fi reduse până la nivelul la care cei afectați să ducă o viață relativ normală, chiar dacă există recurențe ocazionale. " 

### Dependența
Dependența de dulciuri a fost examinată la șobolani de laborator și s-a constatat că se dezvoltă în același mod în care se dezvoltă dependența de droguri. Alimentația cu zaharoase determină creierul să elibereze substanțe chimice naturale numite opioide și dopamină în sistemul limbic.  
Mâncarea gustoasă poate activa receptorii opioizi în zona tegmentală ventrală și prin aceasta stimulează celulele care eliberează dopamina în <i>nucleul accumbens</i> (NAc). Creierul recunoaște plăcerea intensă derivată din eliberarea de dopamină și opioizi și învață să-și impună și mai mult zahăr.  
Dependența este creată prin aceste recompense naturale, ingerarea de alimente zaharoase și eliberarea de opioide și de dopamină eliberate în sinapsele <i>sistemului mezolimbic</i>.  
Hipocampul, insula cortex și nucleul caudat se activează atunci când șobolanii doresc cu ardoare zahăr, adică exact aceleași zone care se activează atunci când dependenții de droguri doresc cu ardoare drogul. Zahărul este bun pentru că furnizează energie, dar dacă sistemul nervos trece printr-o schimbare și corpul devine dependent de aportul de zahăr, semnele somatice de retragere încep să apară ca și dinții care tremură, tremurul labelor din față și capul se agită atunci când zahărul nu este ingerat.
Toleranța la morfină, o măsură a dependenței, a fost observată la șobolani, iar toleranța lor la morfină a fost atribuită indiciilor de mediu și efectelor sistemice ale medicamentului.  
Toleranța la morfină nu depinde numai de frecvența stimulării farmacologice, ci mai degrabă atât de numărul de împerecheri dintr-o indicație de predicție a medicamentelor cu efectele sistemice ale medicamentului. Șobolanii au devenit semnificativ mai toleranți la morfină atunci când au fost expuși la o administrare dublă, decât acei șobolani cărora nu li s-a administrat o indicație de predicție medicamentoasă împreună cu morfina. 

### Depresie
Folosind câini, Martin Seligman și colegii săi au pionierat studiul depresiei în modelul animal al neputinței învățate la Universitatea din Pennsylvania . Câinii au fost împărțiți în trei grupe, grupul de control, grupul A a avut controlul când au fost șocați și grupul B nu a avut control asupra momentului când au fost electrocutați. După condiția șocantă, câinii au fost testați într-o cutie de transfer, unde puteau scăpa de șoc, sărind peste o partiție. Pentru a elimina un efect de interferență - că câinii nu au învățat răspunsuri în timp ce sunt șocați, care ar interfera cu comportamentul lor normal de evadare - câinii au fost imobilizați folosind curare, un medicament paralizant în timp ce erau șocați. Atât grupul de control, cât și grupul A aveau tendința de a sări peste partiție pentru a scăpa de șoc, în timp ce câinii din grupul B nu s-au sărit și ar fi luat în mod pasiv șocul. Câinii din grupul B au perceput că rezultatul nu era legat de eforturile lor.  În consecință, a apărut o teorie care a atribuit comportamentul animalelor efectelor șocului ca stresator atât de extrem încât a epuizat un neurochimic necesar animalelor pentru mișcare.  După ce câinii studiază efectele neajutorării au fost testate la specii de la pești la pisici.  Cea mai recentă neputință de învățare a fost studiată la macacii rhesus folosind șoc inevitabil, evocat prin situații de stres cum ar fi înotul forțat, sarcinile de disperare comportamentală, suspendarea cozilor și catalepsia indusă de pinch; situații care fac maimuța incapabilă să controleze mediul. 
Depresia și starea de spirit scăzută s-au dovedit a fi de natură comunicativă. Acestea semnalează că dau naștere unui conflict de ierarhie sau nevoii de ajutor.
Starea de spirit proastă sau starea extrem de proastă (cunoscutã și sub numele de depresie) poate reglementa un model de implicare și favorizeazã dezangajarea de la obiectivele care nu pot fi atinse. "Starea de spirit proastă crește capacitatea organismului de a face față provocărilor adaptive caracteristice unor situații nepotrivite, în care efortul de a atinge un obiectiv major va duce probabil la pericol, pierdere, daune corporale sau efort pierdut".                                              A fi apatic poate avea un avantaj de fitness pentru organism. Depresia a fost, de asemenea, studiată ca o strategie comportamentală utilizată de vertebrate pentru a-și crește gradul de fitness personal sau incluziv în amenințarea cu paraziți și agenți patogeni.
Lipsa neurogenezei a fost legată de depresie. Animalele cu stres (izolate, nivele de cortizol) arată o scădere a neurogenezei și au fost descoperite antidepresive pentru a promova neurogeneza. Rene Hen și colegii săi de la Universitatea Columbia au efectuat un studiu pe șobolani în care au blocat neurogeneza prin aplicarea radiațiilor în zona hipocampului pentru a testa eficacitatea antidepresivelor. Rezultatele au sugerat că antidepresivele nu au reușit să funcționeze atunci când neurogenesa a fost inhibată. 

### Stres
Robert Sapolsky a studiat extensiv babuinii în mediul lor natural din Serengeti, Africa. El a observat că babuinii au ierarhii foarte asemănătoare în societatea lor cu ierarhiile la oamenii. Ei petrec foarte puține ore în căutarea hranei și satisfacerea nevoilor lor primare, lăsându-și timp pentru dezvoltarea rețelei sociale. La primate, stresul psihic apare în organism. Primatele suferă de stres psihologic care poate provoca răspunsuri fiziologice care, în timp, le pot face rău. Sapolsky a observat rrangurile, personalitățile și afilierea socială a babuinilor, apoi a colectat probe de sânge de la babuini pentru a controla nivelul cortizolului (hormon de stres) al babuinilor, apoi a corespuns poziția socială cu nivelurile de cortizol.                                    Majoritatea datelor au fost colectate de la puii de sex masculin, deoarece la un moment dat 80% dintre femele erau gestante.               Trei factori au influențat nivelurile de cortizol ale unui babuin: prietenia, perspectiva și rangul. Băbunii aveau niveluri mai scăzute de cortizol, dacă:  
1. se jucau cu puii și cu prietenii cultivați;  
2. puteau comunica dacă o situație era o adevărată amenințare și  puteau spune dacă vor câștiga sau vor pierde; 
3. erau în fruntea ierarhiei 
Nivelurile cortizolului cresc odată cu vârsta, iar celulele hipocampice exprimă pe suprafața lor mai puțini receptori hormonali pentru a se proteja de exces, ceea ce face mai dificil controlul nivelurilor de stres.
Nivelurile cortizolului sunt ridicate la jumătate dintre persoanele care suferă de depresie majoră, regiunea hipocampală este cea afectată de ambele.  
Stresul poate avea efecte negative asupra funcției gastro-intestinale care cauzează ulcere și poate, de asemenea, să scadă libidoul, să afecteze tiparele de dormit și să crească presiunea arterială, dar poate stimula și motiva. Atunci când animalele suferă de stres, ele sunt, în general, mai alerte decât atunci când nu sunt stresate. Acest lucru s-ar putea să-i ajute să fie mai conștienți de mediile nefamiliare și de eventualele amenințări la adresa vieții lor în acele medii.                 Yerkes și Dodson au elaborat o lege care explică relația empirică dintre excitare și performanță ilustrată printr-un grafic în formă de U inversat. Conform legii Yerkes-Dodson, performanța crește, ca și excitarea cognitivă, dar numai până la un anumit punct. Partea descendentă a formei U este provocată de stres și, pe măsură ce stresul crește, crește  și eficiența și performanța, dar numai până la un anumit punct. Când stresul devine prea mare, performanța și eficiența scad. 
Sapolsky a studiat, de asemenea, stresul la șobolani, iar rezultatele acestuia indică faptul că experiențele timpurii ale șobolanilor tineri au efecte puternice, de durată. Șobolanii care au fost expuși la manevrarea umană (o situație stresantă) au avut răspunsuri de stres bine reglate, care ar fi putut reduce expunerea lor la stres la hormoni de stres în comparație cu cei care nu au fost manipulați. Pe scurt: stresul poate fi adaptabil. Cu cât expunerea este mai mare la situații stresante, cu atât șobolanul poate rezolva mai bine această situație.

### Stereotipuri
Stereotipurile sunt repetitive, uneori comportamente anormale, cum ar fi plimbatul încoace și încolo, pe ram sau pe băț, la păsări. Există comportamente stereotipice adaptabile, cum ar fi autotoaleta la pisici și la păsări. Papagalii captivi îndeplinesc de obicei o serie de stereotipuri. Aceste comportamente se repetă în mod identic și nu au nicio funcție sau scop. Papagalii captivi îndeplinesc stereotipuri orale și locomotorii izbitoare, cum ar fi plimbatul încoace și încolo, pe ram sau pe băț sau jocul repetitiv cu o anumită jucărie. Smulgerea de pene și vocalizările puternice pot fi stereotipii, dar nu sunt la fel de rigide și pot fi reacții la îngrădire, stres, plictiseală și singurătate, deoarece studiile au arătat că papagalii care se află în cuștile cele mai apropiate de ușă sunt cele mai predispuse la ciugulirea penelor. Smulgerea penelor nu este o adevărată stereotipie, este mai mult ca trasul părului la oamenii, iar vocalizarea face parte din comportamentul natural al unui papagal. Papagalii captivi nu au o stimulare suficientă. Se presupune că suferă din cauza lipsei de companie și a posibilităților de furajare. Stereotipurile pot evolua în mediul social, de exemplu, prezența sau absența anumitor stimuli sociali, izolarea socială, spațiul de alimentare scăzut și densitatea mare a animalelor (în special pentru mușchiul coapsei la porci). Aceste comportamente pot fi, de asemenea,  transmise prin învățarea socială. Șoarecii scurmători, porumbeii și porcii, când sunt adăpostiți lângă animale care prezintă stereotipii, le preiau, și se manifestă prin mușcăturile de coadă la porci și în smulgerea de pene la găini.
Stereotipurile pot fi mecanisme de imitare, după cum sugerează rezultatele studiului privind scroafele care alăptează izolate. Acestea prezintă mai multe stereotipii, cum ar fi linsul și frecatul, decât scroafele care se află în grupuri în aer liber. Acest comportament anormal pare să fie legat de densitatea receptorilor opioizi (legați de sistemul de recompensare).  La scroafe, prelungirea izolării, legarea sau plasarea în cuști de gestație are ca rezultat comportamente anormale și stereotipii. Receptorul opioid Mu și receptorii Kappa sunt asociate cu comportamente de aversiune, iar densitatea receptorului Mu este mai mare la scroafele legate decât la scroafele care sunt în grupuri în aer liber. Cu toate acestea, scroafele cu comportamente stereotipice au prezentat o scădere atât a densității receptorilor Mu și Kappa din creier, sugerând că inactivitatea crește densitatea receptorului Mu, iar dezvoltarea stereotipului diminuează atât densitatea receptorilor Kappa cât și a receptorilor Mu. 

### Autoagresiune
S-a observat că macacii Rhesus prezintă autoagresivitate (SA), incluzând automușcături, autoîncleștări, autopălmuiri, autofrecare și amenințarea unor părți ale corpului. Macacii Rhesus observați au fost puși în cuști individuale sterile. Nivelul lor de autoagresiune a crescut în condiții stresante și stimulative, cum ar fi trecerea dintr-o cușcă într- alta.
Rezultatele indică faptul că SA este o formă de agresiune socială redirecționată. SA este legată de frustrare și de statut social, în special la macacii care au un rang de dominanță intermediară. 